# 拉哈穆
拉哈穆（Lahamu）是阿卡德神话中提阿玛特和阿勃祖的第一个女儿。她与其兄弟拉赫穆（Lahmu）生下了安沙尔（Anshar）和基沙尔（Kishar），而后二位又是第一神“安努”的父母。 拉哈穆有时显示为一条巨蛇，有时又被看成是一名身系红腰带、头上有6绺卷发的女人。有人认为该对神代表了海底的淤泥。在苏美尔神话中，拉哈穆是恩基（Enki）手下的一位水怪。
她与兄弟兼丈夫的拉赫穆从未被分开提起过。

## 脚注
1. ↑  中文又释作“拉哈玛”、“拉哈木”。[1]
2. ↑  中文又释作“拉赫木”。[1]